# NGC 63

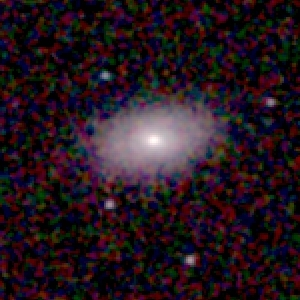
NGC 63 par 2MASS (proche-infrarouge)

NGC 63 est une galaxie spirale (peut-être intermédiaire) située dans la constellation des Poissons. NGC 63 a été découverte par l'astronome prussien Heinrich d'Arrest en 1865.

## Caractéristiques
Sa vitesse par rapport au fond diffus cosmologique est de 805 ± 25 km/s, ce qui correspond à une distance de Hubble de 11,9 ± 0,9 Mpc (∼38,8 millions d'al).
NGC 63 présente une large raie HI.
À ce jour, quatre mesures non basées sur le décalage vers le rouge (redshift) donnent une distance de 18,750 ± 0,173 Mpc (∼61,2 millions d'al), ce qui est nettement à l'extérieur des valeurs de la distance de Hubble.

## Groupe de NGC 63
NGC 63 fait partie du groupe de galaxies qui porte son nom. Le groupe de NGC 63 comprend au moins deux autres galaxies : UGC 156 et UGC 191. 